# Distretto di Sulusaray
Il distretto di Sulusaray (in turco Sulusaray ilçesi) è uno dei distretti della provincia di Tokat, in Turchia.
| Controllo di autorità | VIAF (EN) 64144647642889532112 · BNF (FR) cb137364499 (data) |